# Guido da Polenta
Guido da Polenta, conosciuto anche come Guido il Vecchio o Guido da Polenta il Minore (Ravenna, ante 1250 – Ravenna, 1310), è stato un condottiero italiano.
Capofamiglia dei Da Polenta, cognome che trae origine dalla località di Polenta di Bertinoro, era figlio di Lamberto da Polenta e di Samaritana Manfredi. Sposò una Fontana; fu il padre di Francesca da Rimini e il nonno di Guido Novello.

## Biografia
La famiglia Da Polenta (lo stemma del casato era un'aquila rossa in campo d'oro) fu tradizionalmente fedele al partito guelfo. Nella sua vita pubblica, Guido fu costantemente al fianco dell'arcivescovo Filippo (1251-1270). Dopo la morte di Filippo si aprirono nuovi contrasti all'interno della famiglia. I da Polenta si divisero in due rami, a capo dei quali si trovarono i cugini Guido Riccio o Maggiore (? - 1293) figlio di Alberico, e Guido Minore. I contrasti fra i due capi vennero momentaneamente superati con un compromesso, che assegnava a Guido Riccio il dominio su Comacchio e a Guido Minore Ravenna. Ma ben presto gli urti ripresero e Guido Riccio, coi figli, passò dalla parte dei Traversari, famiglia ghibellina acerrima nemica dei Polentani. I Traversari all'epoca controllavano il Comune, essendo la famiglia più in vista di Ravenna.
Nel 1275 Guido, con un colpo di mano, conquistò il potere sulla città, togliendola agli acerrimi rivali. Fu determinante l'apporto della cavalleria fornito da Giovanni Malatesta, detto Gianciotto (anch'egli guelfo), suo alleato. Come ringraziamento offrì in sposa a Gianciotto la figlia Francesca (divenuta famosa perché narrata da Dante nel V canto dell'Inferno). Guido inaugurò un dominio incontrastato sulla città che perdurò fino al 1441.
Durante il suo governo il dominio dei Polenta aumentò sensibilmente con l'acquisizione di Cervia, ai danni di Guido da Montefeltro e di Comacchio, di cui divenne padrone dopo la morte di Guido Riccio (1293). Guido Minore ricoprì personalmente la carica di console comunale dal dicembre 1275 al dicembre 1276 e fu podestà comunale dal 1285 al 1290, in particolare fu podestà a Pistoia nel 1288 e a Firenze nel 1290, fra il luglio e il novembre.
Nel 1288 l'alleanza tra Polentani e Malatesta si ruppe a causa dell'assassinio di Francesca da Polenta, data in sposa a Gianciotto Malatesta. Intervennero i veneziani e il rettore della Provincia, Stefano Colonna, per riappacificare le due parti (1290).
Nel 1294 fu invece Capitano del Popolo di Forlì.
Nel 1301 Guido designò come suo successore il figlio primogenito Lamberto, il quale assunse la podesteria in perpetuum, creando le precondizioni per l'instaurazione della Signoria sulla città di Ravenna.

## Discendenza
Guido il Vecchio ebbe sette figli:
- Lamberto (1275 - 1316), signore di Ravenna
- Bernardino (? - 1313), signore di Cervia
- Francesca (ca. 1260-1283/85), sposa di Gianciotto Malatesta di Rimini
- Ostasio (1282 - 1297), condottiero
- Manoele († 1302)
- Guiduccio (? - 1333)
- Bandino (o Bannino) (? - 1325), condottiero

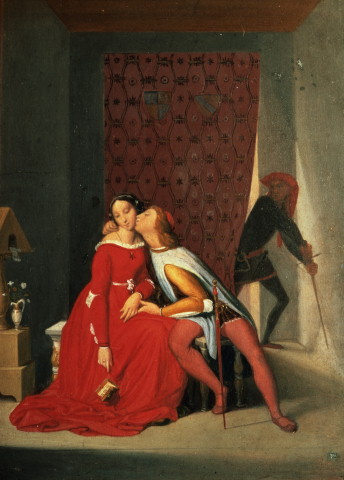
Giangiotto scopre Paolo e Francesca, Jean-Auguste-Dominique Ingres

## Nella letteratura
Guido da Polenta è citato più volte da Dante Alighieri, seppure in maniera indiretta. In Inferno XXVII, v. 40, il poeta dice di Ravenna che «sta come stata è molt'anni», intendendo cioè che è sotto il dominio dei da Polenta da ormai 25 anni (essendo il viaggio ultraterreno avvenuto teoricamente nel 1300).
Ma l'episodio più celebre che lo riguarda è sicuramente quello del quinto canto, dove Dante incontra Paolo e Francesca. Guido era il padre di Francesca e per consolidare un'alleanza con i Malatesta di Rimini diede la figlia in sposa a Gianciotto Malatesta, il figlio storpio del signore di quella città. Francesca però si invaghì del cognato Paolo Malatesta e i due ebbero una relazione che quando fu scoperta da Gianciotto venne punita con il duplice omicidio.

Nonostante questo grave episodio l'alleanza tra le due famiglie resse, anzi ne fu forse rafforzata in un patto di omertà sulla vicenda, tanto che gli archivi tacciono dell'adulterio e dell'omicidio.